# Bas Roorda
Bas Roorda (* 13. února 1973, Assen, Nizozemsko) je bývalý nizozemský fotbalový brankář a současný manažer nizozemského týmu FC Groningen (k září 2013).

## Klubová kariéra
Profesionální kariéru zahájil v nizozemském klubu FC Groningen hrajícím nejvyšší ligu Eredivisie. Poté působil v konkurenčních týmech NEC Nijmegen a Roda JC Kerkrade. V roce 2004 se vrátil do Groningenu.
Před sezónou 2007/08 podepsal lukrativní kontrakt s tehdejším nizozemským mistrem PSV Eindhoven, kde měl plnit roli brankářské dvojky za Heurelho Gomesem. Během svého angažmá v PSV nenastoupil k žádnému ligovému zápasu, jediný start absolvoval 3. dubna 2008 ve čtvrtfinále Poháru UEFA proti domácí italské Fiorentině. V 59. minutě střídal na hřišti za stavu 1:0 pro domácí Heurelha Gomese, gól neinkasoval. Zápas skončil remízou 1:1. Do semifinále ale postoupila Fiorentina, neboť odvetu v Nizozemsku vyhrála 2:0. V březnu 2010 mu klub oznámil, že mu končící smlouvu neprodlouží. Po jejím vypršení v červenci 2010 Roorda ukončil aktivní hráčskou kariéru.

## Trenérská a funkcionářská kariéra
V sezóně 2011/12 působil u PSV Eindhoven jako trenér mladých brankářů. 1. července 2012 nastoupil do funkce manažera FC Groningen.

## Galerie

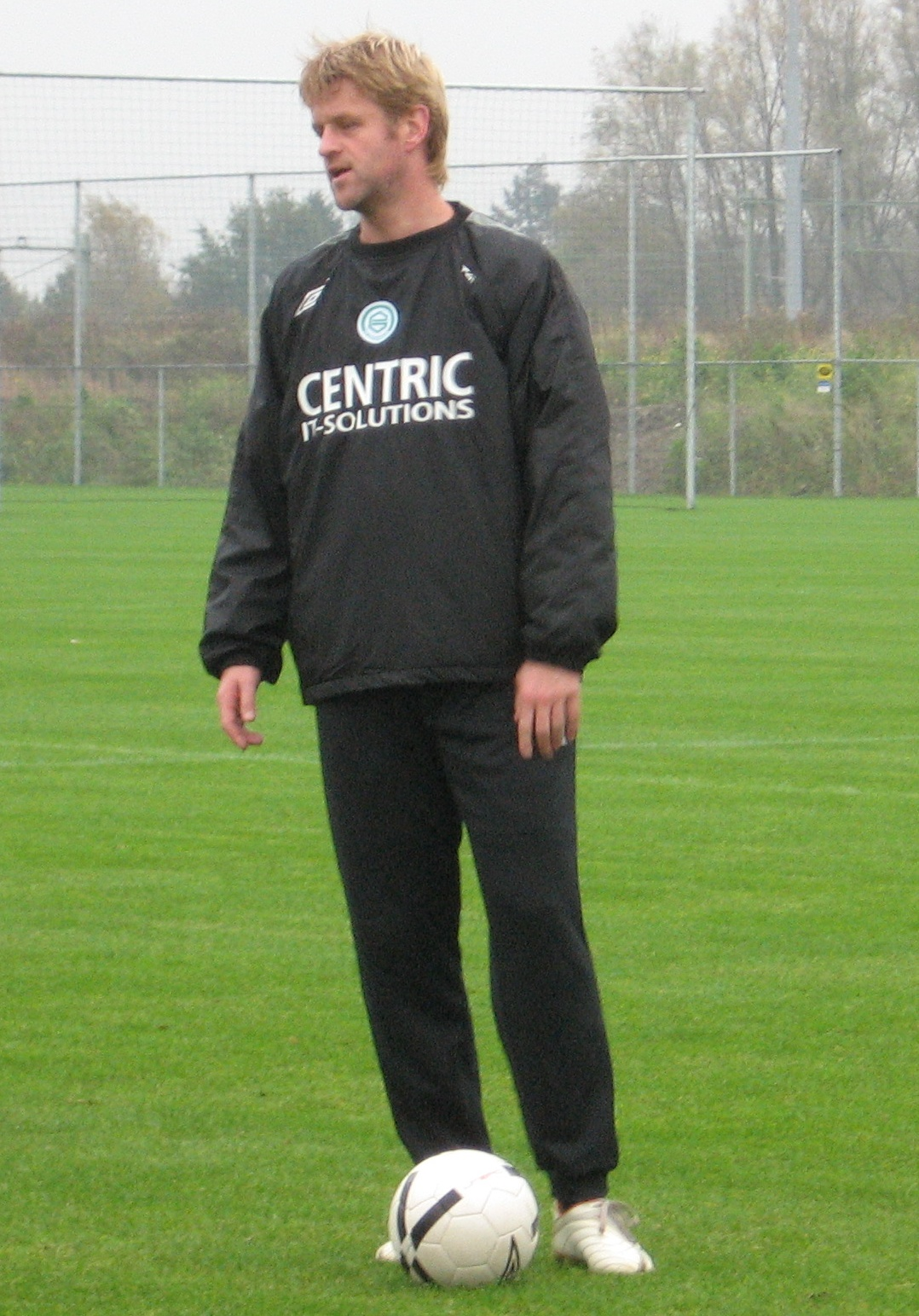
Bas Roorda
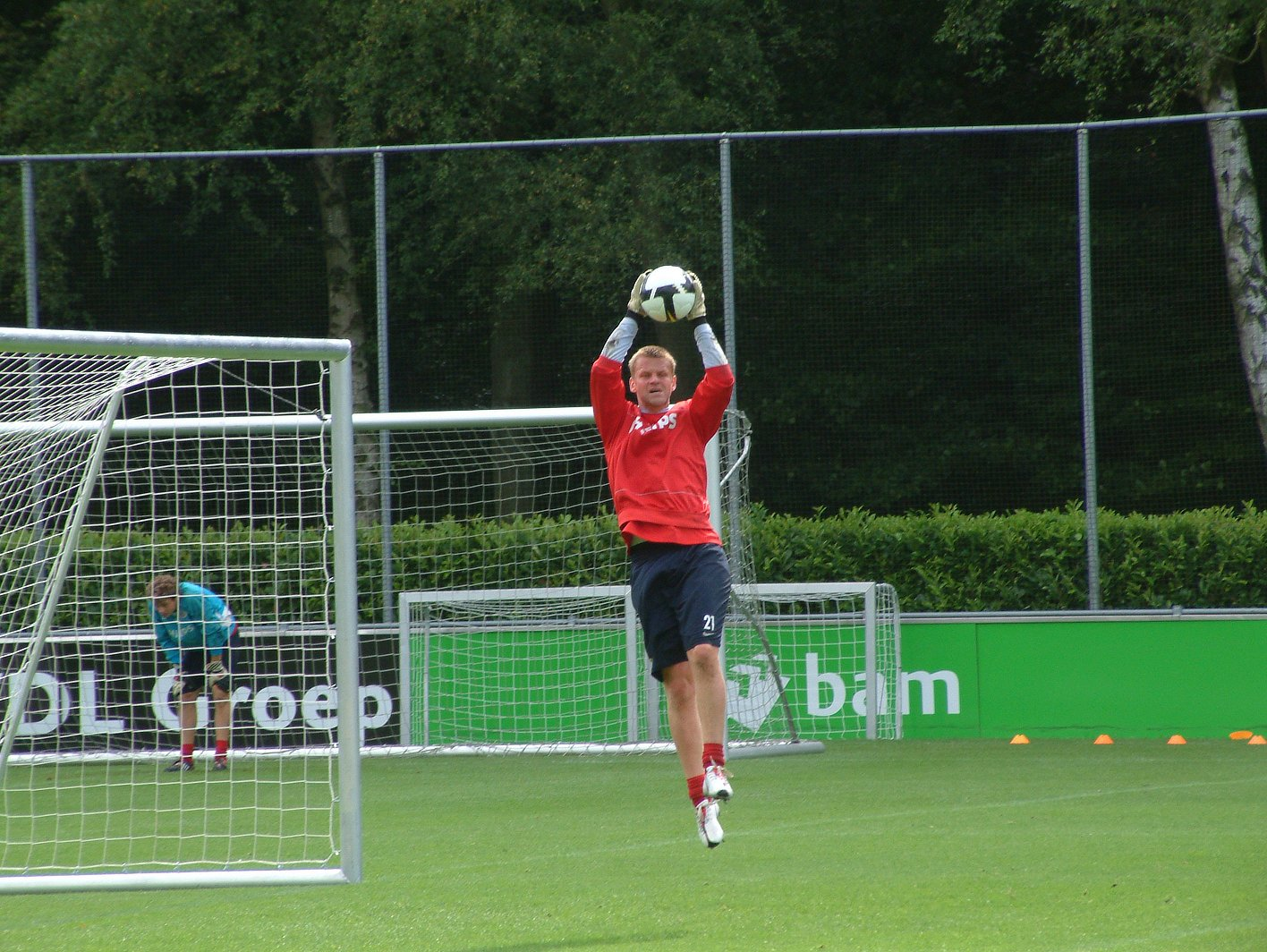
Bas Roorda v akci